# 겨울의 벚꽃
《겨울의 벚꽃》(일본어: 冬のサクラ 후유노사쿠라[*])는 2011년 1월 16일부터 TBS 계열 일요극장 시간대에 방영되었던 TV 드라마이다.

## 개요
사고로 기억을 잃은 한 여자(이마이 미키)와 그 여자를 돌보게 된 한 남자(쿠사나기 츠요시)의 사랑을 그린 사랑 이야기이다.
이마이 미키는 《브랜드》(후지 TV) 이후 11년만에 연속 드라마에 출연하게 되었다.
선전 문구는 '이 사랑은 옳은 것인가, 잘못된 것인가.'이다.

## 줄거리
배경은 눈이 내리는 토호쿠 지방.
치매로 거동이 불편해진 어머니를 돌보는 것과 유리 공예가 전부인 이나바 타스쿠(배우: 쿠사나기 츠요시)와 "겨울에 피는 벚꽃"을 보기 위해 홀로 여행하고 있던 이시카와 모나미(배우: 이마이 미키). 타스쿠는 운전하던 중에 길을 걸어가는 모나미의 도시적인 아름다움에 반하게 되었다. 그 후, 모나미는 괴한에게 습격을 당해 쓰러지고, 타스쿠가 모나미를 구해준다. 모나미는 충격으로 일시적인 기억을 잃고, 신분을 확인할 만한 것도 빼앗겨 히로시의 집에서 살게 된다. 모나미에 대한 유일한 단서는 갖고 있던 디지털 카메라로 촬영한 벚꽃 가지였다.
조용히 눈이 쌓이는 하얀 세상에서 지금까지 사랑을 해본 적이 없는 남자와 한 번 더 사랑을 하고 싶다고 비는 여자의 운명적인 만남이었다.
얼마 안 있어 타스쿠가 돌보던 어머니가 돌아가셔서 장례를 치르기 위해 도쿄에 있는 병원에서 인턴으로 일하고 있는 남동생 이나바 하지메(배우: 사토 타케루)가 고향으로 돌아왔다. 하지메는 서투른 형의 마음을 알아차리고, 모나미에게 타스쿠의 마음을 전달한다. 남동생 하지메에게는 같은 병원에서 영양사로 일하고 있는 무카이 안나(배우: 카토 로사)라는 애인이 있었다.
한편, 모나미는 신분을 알아냈다는 소식을 접하고 모든 기억을 찾게 된다. 남편과 딸이 있다는 사실을 알아차린 것이다. 남편 이시카와 코이치(배우: 타카시마 마사노부)가 모나미를 데리러 온다. 도쿄로 돌아가는 모나미를 향해 타스쿠는 괜찮다고 따뜻한 미소를 지으며 멀리서 배웅한다. 그러나, 코이치가 타스쿠의 존재를 알게 되고, 사태는 급변한다. 모나미는 뇌종양을 앓고 있어 살 수 있는 시간이 얼마 남지 않았음을 알게 된다. '사랑해'라는 한 마디 조차 할 수 없는 두 사람에게는 함께 할 수 있는 시간이 얼마 남지 않았던 것이다. 타스쿠에게는 첫사랑, 모나미에게는 마지막 사랑이 펼쳐진다・・・.

## 주요 등장인물 및 출연진
- 이나바 타스쿠(36세) - 쿠사나기 츠요시

지금까지 사랑을 해 본 적이 없는 남자이다. 야마가타현에 살고 있으며 숙부의 유리 공장에서 일하고, 치매를 앓고 있는 어머니를 모시며 살고 있다.
- 이시카와 모나미(45세) - 이마이 미키

사랑을 한 번 더 하고 싶다고 빌던 여자이다. "겨울에 피는 벚꽃"을 보기 위해 홀로 여행하던 중 괴한에게 습격을 당해 기억을 잃게 된다.
- 이나바 하지메(24세) - 사토 타케루

타스쿠의 동생으로 도쿄의 병원에서 일하고 있다. 영양사인 안나와 사귀는 사이이다.
- 무카이 안나(27세) - 카토 로사

하지메의 연인으로 하지메와 같은 병원에서 영양사로 일하고 있다.
- 이시카와 코이치(41세) - 타카시마 마사노부

모나미의 남편이자 이시카와 종합병원 원장으로 일류 뇌외과의이다.
- - 최지우 (우정 출연)[3]
- - 권상우[4]

## 제작진
- 기획 : 이시마루 아키히코
- 원안 : 토베 마리카
- 각본 : 타카하시 마키
- 연출 : 야마무로 다이스케, 요시다 켄
- 프로듀서 : 타카하시 쇼쇼, 한철
- 제작 : TBS

## 음악
- 야마시타 다쓰로 - 愛してるって言えなくたって

## 서브 타이틀 및 시청률
| 각 화                                                    | 방송일          | 서브 타이틀 | 연출                        | 시청률 |
| -------------------------------------------------------- | --------------- | --- | --------------------------- | ------ |
| 제1화                                                    | 2011년 1월 16일 | 목숨 건 마지막 사랑 운명의 만남은 잔혹한 죽음으로... 命をかけた最後の愛 運命の出会いは残酷な死へと… | 야마무로 다이스케           | 14.5%  |
| 제2화                                                    | 2011년 1월 23일 | 남편의 배신과 사망 선고 夫の裏切りと死の宣告 | 야마무로 다이스케           | 14.3%  |
| 제3화                                                    | 2011년 1월 30일 | 남편의 복수... 밝혀진 거짓말 夫の復讐…暴かれた嘘 | 요시다 켄                   | 12.6%  |
| 제4화                                                    | 2011년 2월 6일  | 모든 걸 버려서라도, 너를 지킬 거야 全て捨てても、君を守る | 요시다 켄                   | 12.3%  |
| 제5화                                                    | 2011년 2월 13일 | 더는 못 보게 되더라도... もう会えないとしても… | 야마무로 다이스케           | 12.5%  |
| 제6화                                                    | 2011년 2월 20일 | 둘만의 형제니까 二人きりの兄弟だから | 한철                        | 12.8%  |
| 제7화                                                    | 2011년 2월 27일 | 딸에게 남긴, 마지막 말 娘に遺す、最後の言葉 | 요시다 켄                   | 14.6%  |
| 제8화                                                    | 2011년 3월 6일  | 목숨이 다하는, 그 순간까지 命が尽きる、その時まで | 야마무로 다이스케           | 13.2%  |
| 최종화                                                   | 2011년 3월 20일 | 오늘 밤 완결!! 봄은 반드시 온다... 서로 지탱하며 추운 겨울을 극복한 두 사람 그 사랑이 그리고 지켜보는 모든 사람들의 넘치는 마음이 추억의 벚꽃에 "희망"이라는 이름의 아름다운 꽃이 핀다 今夜完結!! 春は必ず来る… 互いに支えあい冷たい冬を乗りこえてきた2人 －その愛が…そして見守る皆の思いがあふれ… 想い出の桜に“希望”という名の美しい花を咲かせる | 야마무로 다이스케 요시다 켄 | 16.1%  |
| 평균 시청률 14.0% (시청률은 간토지방·비디오 리서치 조사) |                 | |                             |        |

## 같이 보기
- 일요극장
- Oh형 - 등장인물의 혈액형